# Мегрели
Мегрели (Мингрели) су етничка група Грузина, која претежно живи у Грузији, у западном делу земље (регион Мегрелија-Горња Сванетија), као и у делу Абхазије. Већином су православне вероисповести, верници су Грузијске православне цркве. Говоре мегрелским језиком, који спада у занску групу јужнокавкаске породице језика. Има их око 400.000.

## Историја
У позном средњем веку уживали су одређени степен аутономије у односу на Имеретинске цареве (Кнежевина Мегрелија), са сопственом народном династијом (Дадијани). 1803. године владар Мегрелске кнежевине постаје вазал Руске империје. Од 1857. године уводи се руска управа. Кнежевина 1867. године дефинитивно улази у састав Руског царства (као Кутајска губернија). Кнежевска породица Дадијани (пресветли кнежеви Мигрелски) постају делом руског племства.
У неколико пописа у Руском царству, као и у првим годинама Совјетског Савеза, Мегрели су бележени као посебна етнична скупина, док су у ширу грузијску групу сврстани 1930-их. Тако, у попису из 1926. године, где су Мегрели наведени одвојено, 242.990 људи идентификовало се као припадници ове популације. 284.834 људи навело је мегрелски језик као матерњи. Од тог времена нема нових званичних података.
Данас, већина Мегрела идентификује себе као Грузине, чувајући истовремено поједине културне специфичности, попут сопственог језика.
Звијад Гамсахурдија, први председник независне, пост-совјетске Грузије, био је етнички Мегрел. Управо ово је разлог зашто је после насилног пуча (21. децембар 1991. — 6. јануар 1992) Мегрелија постала жариште грађанског рата завршеног поразом Гамсакурдијиних присталица.

## Језик
Мегрелски језик данас користи грузијско писмо, али је 1860-их било покушаја увођења мегрелске ћирилице. Прву мегрелску граматику саставио је руски педагог Михаил Завадски. У мегрелском се издваја 6 падежа, мада постоји и ретко примењиви, те зато од већине научника непризнати седми падеж. Има 28 сугласника и 5 самогласника.

## Култура
Мегрели баштине богату музичку традицију. Изузетно мелодичне напеве изводе уз пратњу народног инструмента чонгури. Познате су и мегрелске бајке.

## Винска култура
Од негде око 500 врста грожђа око 60 успева у Мегрелији. Најпознаји је Оџалешка сорта, у 19. веку скоро потпуно изумрла. Познат је и занимљив податак да се до друге половине 19. века винова лоза у овом крају гајила не у виноградима, већ на гранама дрвећа.

## Познати Мегрели
- Константин Гамсакурдија, један од најзначајнијих грузијских књижевника 20. века
- Звијад Гамсахурдија, први председник пост-совјетске Грузије
- Лаврентиј Берија, шеф Стаљинове тајне полиције
- Мераб Костава, грузијски национални јунак
- Кати Мелуа, британска певачица
- Леван Кенија, фудбалер
- Мирчан Каја, музичар и текстописац
- Дијана Гурцкаја, руска певачица
- Кети Топурија, грузијска и руска певачица
- Георгиј Данелија, филмски режисер
- Заза Пачулија, кошаркаш